# Conjunt arqueològic de Mèrida
El conjunt arqueològic de Mèrida, a Mèrida, és dels jaciments romans més importants de la península Ibèrica.
La ciutat d'Augusta Emèrita va ser fundada per August l'any 25 abans de Crist després de la campanya a la Península. Capital de la Lusitània, rebia els veterans de dues legions romanes de l'Imperi Romà durant les Guerres Càntabres: Legio V Alaudae i Legio X Gemina. Fins a la caiguda de l'Imperi Romà d'Occident, Augusta Emèrita —actual Mèrida— fou un centre econòmic, legal, militar i cultural de l'Imperi. Va tenir tanta influència que Dècim Magne Ausoni la va definir com la novena ciutat més important del món romà. Les restes arqueològiques que han sobreviscut donen testimoni de la vitalitat d'aquesta ciutat. El teatre, amfiteatre i l'aqüeducte es troben entre els principals èxits de l'enginy de l'arquitectura de la civilització romana a la Península. Tenint en compte aquest patrimoni, el 1986 es va inaugurar a Mèrida el Museu Nacional d'Art Romà, dissenyat per Rafael Moneo. Set anys més tard, el 1993, el complex va ser inscrit a la llista del Patrimoni Mundial per la UNESCO.

## Teatre romà
El teatre és una construcció promoguda pel cònsol Marc Vipsani Agripa. Segons data inscrita en el propi teatre es va construir en els anys 16-15 aC.
El teatre ha sofert diverses remodelacions, la més important, a la fi del segle i o principi del segle ii, possiblement en època de l'emperador Trajà, quan es va aixecar l'actual façana o front d'escena, i una altra en època de Constantí entre els anys 330 i 340, quan s'hi van introduir nous elements arquitectònics-decoratius i es va construir una calçada que envolta el monument. Després de l'abandó propiciat pel cristianisme que considerava que el teatre era immoral, aquest s'abandona i cobreix de terra, quedant solament visible la zona superior de la graderia (summa cavea). La imaginació popular la va denominar «Les Set Cadires», en les quals segons la tradició es van asseure alguns reis moros per decidir el destí de la ciutat.

## Llista de monuments inscrits
| Codi    | Nom                                                 | Lloc   | Extensió                                                  | Coordenades                                                  | Imatge |
| ------- | --------------------------------------------------- | ------ | --------------------------------------------------------- | ------------------------------------------------------------ | ------ |
| 664-001 | Aqüeducte de los Milagros                           | Mèrida | Zona de protecció: 0,1177 ha. Zona de respecte: 20,90 ha. | 38° 55′ 28.36″ N, 6° 20′ 48.49″ O / 38.9245444°N,6.3468028°O |        |
| 664-002 | Aqüeducte de Sant Llacer                            | Mèrida | Zona de protecció: 1,0977 ha. Zona de respecte: 28,87 ha. | 38° 55′ 39.40″ N, 6° 20′ 05.65″ O / 38.9276111°N,6.3349028°O |        |
| 664-003 | Pont de la Alcantarilla                             | Mèrida | Zona de protecció: 0,0038 ha.                             | 38° 55′ 45.01″ N, 6° 21′ 36.79″ O / 38.9291694°N,6.3602194°O |        |
| 664-004 | Alcassaba, embalç i pont romà sobre el Guadiana     | Mèrida | Zona de protecció: 4,3975 ha. Zona de respecte: 20,87 ha. | 38° 54′ 55.27″ N, 6° 20′ 49.78″ O / 38.9153528°N,6.3471611°O |        |
| 664-005 | Teatre, amfiteatre i casa de l'amfiteatre           | Mèrida | Zona de protecció: 7,9637 ha. Zona de respecte: 20,87 ha. | 38° 55′ 3.42″ N, 6° 20′ 11.92″ O / 38.9176167°N,6.3366444°O  |        |
| 664-006 | Arc de Trajà i Temple de la Concòrdia               | Mèrida | Zona de protecció: 0,7827 ha. Zona de respecte: 20,87 ha. | 38° 55′ 09.85″ N, 6° 20′ 42.82″ O / 38.9194028°N,6.3452278°O |        |
| 664-007 | Basílica de Santa Catalina                          | Mèrida | Zona de protecció: 0,1549 ha. Zona de respecte: 20,87 ha. | 38° 55′ 19.92″ N, 6° 20′ 11.11″ O / 38.9222000°N,6.3364194°O |        |
| 664-008 | Basílica Casa Herrera                               | Mèrida | Zona de protecció: 2,3455 ha.                             | 38° 57′ 42.83″ N, 6° 17′ 37.35″ O / 38.9618972°N,6.2937083°O |        |
| 664-009 | Basílica de Santa Eulàlia i Temple de Mart          | Mèrida | Zona de protecció: 0,682 ha. Zona de respecte: 20,87 ha.  | 38° 55′ 19.16″ N, 6° 20′ 26.50″ O / 38.9219889°N,6.3406944°O |        |
| 664-010 | Circ romà                                           | Mèrida | Zona de protecció: 5,9935 ha. Zona de respecte: 20,87 ha. | 38° 55′ 16.57″ N, 6° 19′ 50.98″ O / 38.9212694°N,6.3308278°O |        |
| 664-011 | Casa del Mitreo - Columbaris                        | Mèrida | Zona de protecció: 3,5383 ha. Zona de respecte: 20,87 ha. | 38° 54′ 47.29″ N, 6° 20′ 17.91″ O / 38.9131361°N,6.3383083°O |        |
| 664-012 | Església de Santa Clara i col·lecció d'art visigot. | Mèrida | Zona de protecció: 0,1532 ha. Zona de respecte: 20,87 ha. | 38° 55′ 06.11″ N, 6° 20′ 43.73″ O / 38.9183639°N,6.3454806°O |        |
| 664-013 | Embalç de Cornalvo                                  | Mèrida | Zona de protecció: 0,1881 ha.                             | 38° 59′ 23.67″ N, 6° 11′ 23.44″ O / 38.9899083°N,6.1898444°O |        |
| 664-014 | Presa de Proserpina                                 | Mèrida | Zona de protecció: 0,5571 ha.                             | 38° 58′ 16.75″ N, 6° 21′ 54.64″ O / 38.9713194°N,6.3651778°O |        |
| 664-015 | Foro Municipal                                      | Mèrida | Zona de protecció: 0,7155 ha. Zona de respecte: 20,87 ha. | 38° 55′ 5.08″ N, 6° 20′ 30.01″ O / 38.9180778°N,6.3416694°O  |        |
| 664-016 | Muralla romana i torre albarrana islàmica           | Mèrida | Zona de protecció: 0,0251 ha. Zona de respecte: 20,87 ha. | 38° 55′ 13.96″ N, 6° 20′ 33.62″ O / 38.9205444°N,6.3426722°O |        |
| 664-017 | Museu Nacional d'Art Romà                           | Mèrida | Zona de protecció: 0,4447 ha. Zona de respecte: 20,87 ha. | 38° 55′ 6.66″ N, 6° 20′ 18.57″ O / 38.9185167°N,6.3384917°O  |        |
| 664-018 | Obelisc de Santa Eulàlia                            | Mèrida | Zona de protecció: 0,0596 ha. Zona de respecte: 20,87 ha. | 38° 55′ 13.91″ N, 6° 20′ 23.40″ O / 38.9205306°N,6.3398333°O |        |
| 664-019 | Pont romà sobre el riu Albarregas                   | Mèrida | Zona de protecció: 0,1094 ha. Zona de respecte: 20,87 ha. | 38° 55′ 29.90″ N, 6° 20′ 52.17″ O / 38.9249722°N,6.3478250°O |        |
| 664-020 | Temple de Diana                                     | Mèrida | Zona de protecció: 1,0776 ha. Zona de respecte: 20,87 ha. | 38° 55′ 03.68″ N, 6° 20′ 35.17″ O / 38.9176889°N,6.3431028°O |        |
| 664-021 | Termes del carrer Reyes Huertas                     | Mèrida | Zona de protecció: 0,0637 ha. Zona de respecte: 20,87 ha. | 38° 55′ 10.33″ N, 6° 20′ 17.06″ O / 38.9195361°N,6.3380722°O |        |
| 664-022 | Termes romanes d'Alange                             | Alange | Zona de protecció: 0,2977 ha.                             | 38° 47′ 09.67″ N, 6° 14′ 31.57″ O / 38.7860194°N,6.2421028°O |        |

Font
- UNESCO